# 1976年莫羅灣地震
1976年莫羅灣地震（1976 Moro Gulf earthquake）發生於1976年8月17日當地時間00:11，菲律賓棉蘭老島和蘇祿群島附近發生了強震。1976年莫羅灣地震震級8.0級，震源深度20公里（12英哩）。地震伴隨破壞性海嘯，造成地震罹難者（約5,000至8,000人）其中大部分死亡。1976年莫羅灣地震是自1918年西里伯斯海地震以來，菲律賓最嚴重、傷亡最慘重的地震。

## 背景

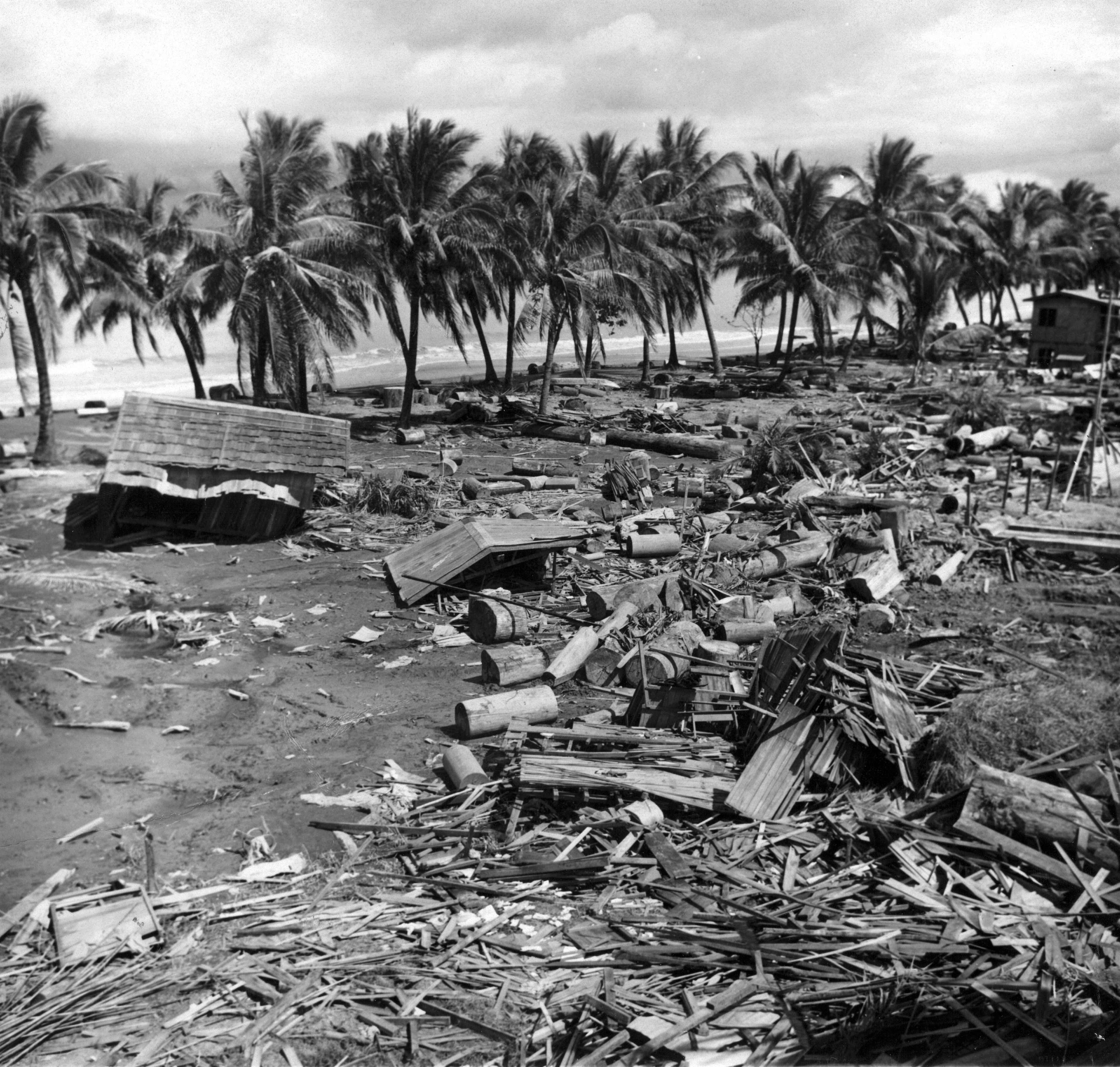
蘇丹庫達拉省勒巴克遭受海嘯破壞

莫羅灣地區的幾個斷層帶可能引發大地震和破壞性的局部海嘯。其中最危險的兩個主要斷層帶是蘇祿海的蘇祿海溝（Sulu Trench）和哥打巴託海溝（Cotabato Trench），後者是橫跨西里伯斯海和棉蘭老島南部莫洛灣的俯衝帶。根據菲律賓地震研究所過去100年的歷史地震紀錄，菲律賓南部這一地區具有中等至高強度的地震活動。最近一次沿著哥打巴託海溝俯衝帶發生的地震是2002年3月6日發生在棉蘭老島南部的地震。